# Flughafen Trujillo

i7
i11
i13
Der Aeropuerto Captain FAP Carlos Martinez de Pinellos (IATA-Code: TRU, ICAO-Code: SPRU) ist der Verkehrsflughafen der peruanischen Stadt Trujillo.
Er liegt etwa 10 km nordwestlich der Stadt.

## Zwischenfälle
- Am 14. Januar 1970 kollidierte eine Douglas DC-4/RC-54V der peruanischen Faucett Perú (Luftfahrzeugkennzeichen OB-R-776) mit dem Berg Pozo Chuño im Distrikt Contumazá (Peru). Das Flugzeug war auf dem Weg vom Flughafen Trujillo nach Juanjuí. Alle 28 Insassen, vier Besatzungsmitglieder und 24 Passagiere, kamen ums Leben.[1]

- Am 30. Dezember 1976 flog eine Douglas DC-4/C-54A-1-DO der peruanischen Faucett Perú (OB-R-247) sieben Minuten nach dem Start vom Flughafen Trujillo in den 27 Kilometer nördlich davon gelegenen Berg Cerro Pintado. Alle 24 Insassen, fünf Besatzungsmitglieder und 19 Passagiere, wurden getötet.[2]

- Am 27. Juli 1980 wurde eine Douglas DC-7CF der bolivianischen Lambda Air Cargo (CP-1291) auf dem Flughafen Trujillo bei einem Brand irreparabel beschädigt. Über Personenschäden ist nichts bekannt.[3]